# سيفيرينو ريغوني
سيفيرينو ريغوني (بالإيطالية: Severino Rigoni)‏ مواليد 3 أكتوبر 1914 في فينيتو، إيطاليا - الوفاة 14 ديسمبر 1992 في بادوفا، كان دراج إيطالي. سبق أن شارك في دورة الألعاب الأولمبية الصيفية وفاز بميدالية أولمبية.

## الميداليات
| الميدالية | المسابقة                       |
| --------- | ------------------------------ |
| فضية      | الألعاب الأولمبية الصيفية 1936 |

## روابط خارجية
- سيفيرينو ريغوني على موقع أرشيف الدراجات (الإنجليزية)
- سيفيرينو ريغوني على موقع إحصائيات الدراجات الإحترافية (الإنجليزية)
- سيفيرينو ريغوني على موقع CycleBase (الإنجليزية)
- سيفيرينو ريغوني على موقع أوليمبيديا (الإنجليزية)
- سيفيرينو ريغوني على موقع اللجنة الأولمبية الإيطالية (الإيطالية)